# Wonder Woman
Den amerikanska seriefiguren Wonder Woman (i Sverige tidigare känd som Mirakelkvinnan) skapades av Elizabeth Holloway Marston och William Moulton Marston med Harry Peter som tecknare av de tidigaste äventyren. Första framträdandet skedde i All Star Comics nr 8 (december 1941) från DC Comics. Hon är en av grundarna till superhjältegruppen Justice League of America. Hennes civila identitet (vid de få tillfällen hon använt en) är Diana Prince.
Wonder Woman har avbildats i både film och TV av Cathy Lee Crosby, Lynda Carter och i DC Extended Universe-filmer av Gal Gadot.

## Handling
På den gömda Paradisön (även känd som Themiscyra) lever antikens legendariska krigarkvinnor, amasonerna. Deras drottning Hippolyta längtar så efter ett barn att hon skulpterar ett barn av lera som sedan de grekiska gudinnorna skänker liv och extraordinära förmågor. Barnet får namnet Diana (det romerska namnet på jaktgudinnan Artemis) och växer upp till den främsta av amasonkrigare. I vuxen ålder följer hon med den kraschlandade amerikanske flygaren Steve Trevor till "Patriarkatets värld" som en fredsambassadör. Diana är dock inte främmande inför att använda sina förmågor för att skapa fred på handgripliga sätt. Under namnet Wonder Woman blir hon en superhjälte och en medlem i superhjältegruppen Justice League of America.

## Historik

### De tidiga åren
William Moulton Marston var psykolog, uppfinnare och tidig feminist som såg stor potential i seriemediet, inte minst som pedagogiskt verktyg. Max Gaines på förlaget All-American Publications (gick senare samman med National Periodical och är idag känt som DC Comics) anställde därför Marston som konsult. Under tidigt 1940-tal dominerades superhjältegenren av manliga hjältar, och tillsammans med sin fru Elizabeth Holloway Marston började Marston utveckla en kraftfull kvinnlig superhjältinna vid namn Suprema som skulle vara stark som Superman och ändå besitta mjukare kvaliteter. Redaktören Sheldon Mayer bytte dock ut namnet till det mer bekanta Wonder Woman. Figuren baserades på Elizabeth Holloway Marston och utseendemässigt på parets gemensamma älskarinna Olive Byrne. Första framträdandet för Wonder Woman kom i All Star Comics nr 8 (december 1941), och efter ännu en publicering i Sensation Comics nr 1 (januari 1942) fick hon en egen tidning 1942. Serietidningen Wonder Woman har sedan dess utkommit oavbrutet i drygt 70 år, en bedrift som egentligen bara delas av Superman och Batman, DC Comics andra flaggskeppsfigurer. De tidigaste äventyren tecknades av Harry Peter. Marston skrev under pseudonymen Charles Moulton och ägnade sig åt serien på heltid tills han dog i cancer 1947.
I ursprungshistorien var alla amasoner på Paradisön välsignade av Afrodite med övermänskliga förmågor. Diana var den bästa av dem och fick därför följa med den strandade flygaren till männens värld. Syftet var att frälsa världen med kärleksbudskapet, men i samband detta bekämpade hon nazister, superskurkar och representanter för krigsguden Mars som ville sabotera hennes uppdrag. Till sin hjälp hade hon sin gyllene lasso ("The Lasso of Truth"), som tvingar den som binds med det att lyda och tala sanning. I verkligheten var Marston en av männen bakom utvecklingen av lögndetektorn, vilket troligen spelade in i skapandet av Wonder Womans vapen. Wonder Womans bakgrund uppdaterades senare av Marston: med hjälp av sin speciella amasonträning kunde hon fokusera sin mentala energi på att ge kroppen superstyrka. Alla kvinnor hade en latent förmåga att lära sig detta. Om Wonder Woman bands av en man tappade hon sina krafter, vilket ledde till ett flertal scener som kritiserats för att vara exempel på bondagemotiv med erotiska undertoner.
Wonder Woman var även med i dåtidens stora superhjältegrupp Justice Society of America.

### Silver Age
Under den tidsperiod i seriehistorien som kom att kallas Silver Age omstöptes flera av DC:s mest kända superhjältar. I vissa fall behöll man bara namnet. Wonder Woman förblev ungefär densamma, men hennes äventyr har ända sedan dess utspelats i "nutid" och rötterna i Andra världskriget ignorerades. Den Wonder Woman som stred under kriget förklarades leva på en parallellvärld, Jord-2. Den moderna Wonder Woman levde på Jord-1 och hade mer mytologiska rötter. Diana skapades här som en lerfigur av sin mor drottning Hippolyta och välsignades av de grekiska gudarna redan som spädbarn. Hon skilde sig därmed från de andra amasonerna i att hon besatt även för dem övermänskliga förmågor. Under en kort period publicerades äventyr med Wonder Woman som ung (Wonder Tot/Wonder Girl), där det antyddes att hon fötts innan amasonerna förvisades till Paradisön, men efter några år förklarades dessa vara fantasihistorier och serieskaparna gick tillbaka till ursprungshistorien.
År 1964 fick Wonder Woman med en yngre syster, Wonder Girl, som tidigt gick med i Teen Titans (Tonårsgänget på svenska) – en sorts juniorvariant på det Justice League of America som Wonder Woman varit med och grundat 1960.
I slutet av 1960-talet sålde Wonder Woman så dåligt att serietidningen var nära nedläggning. Serieskaparen Mike Sekowsky försatte då Wonder Woman i en situation där hon förlorade sina krafter och fick klara sig på jorden med den kampsport hon lärt sig av mästaren I Ching. Äventyren fick här agentkaraktär och fantasyinslag förekom också. Wonder Woman övergav sin gamla dräkt och identitet och opererade ett tag under namnet Diana Prince i en tajt vit overall. 1973 återgick serien till sina rötter igen efter att försäljningen återhämtat sig.

### Moderna versionen
1985 moderniserade DC Comics åter sitt serieuniversum i maxiserien "Crisis on Infinite Earths" och flera figurer fick en nystart. Sista numret av den gamla Wonder Woman-titeln var nr 329. Flera förslag på moderniseringar inkom till DC Comics, men jobbet gick till sist till författaren Greg Potter (som även ligger bakom "Jemm, Son of Saturn"). När grundstoryn till de två första numren var klar blev det tydligt för förlaget att varken Potter eller den tilltänkta tecknaren var rätt för projektet. Av en händelse blev tecknaren George Pérez inblandad, och tillsammans med Potter färdigställde han de två första numren. Därefter skrev och tecknade Pérez serien med Len Wein som manushjälp i början. Pérez gick ursprungligen med på att göra sex nummer men blev kvar på serien i fem år.
Den här versionen av Wonder Woman är ännu djupare rotad i grekisk mytologi än tidigare med ett rikt persongalleri. Pérez har beskrivit hur han känt sig inspirerad av det korta äventyr med grekiska gudar som han gjort för New Teen Titans och Walt Simonsons prisade "Thor" för Marvel Comics. I Pérez version följer Wonder Woman med Steve Trevor till "Patriarkatets värld" för att sprida fredsbudskapet. Samtidigt är hon fullt ut en amasonkrigare som inte tvekar att döda om nöden så kräver. En viktig skillnad i den här nya versionen var att Wonder Woman är en relativ nykomling som gör sin debut flera år efter att Batman, Superman och de andra bildade Justice League. I en retcon blev det så Black Canary II som fick ersätta henne som grundare av gruppen. Efter miniserien "Infinite Crisis" gjordes tidslinjen om igen så att Wonder Woman ändå hade varit med och grundat Justice League.
På senare år har Wonder Woman återigen tagit upp identiteten Diana Prince och blivit hemlig agent som i en hommage till 60-talets tid i vit overall.
Från juli 2010, nummer 600 av sitt magasin, har hon en ny superhjältekostym som består av en bodysuit och en jacka. Hon har kvar tiaran och lasson.

## Krafter och vapen
Wonder Woman kan flyga och sägs vara stark som Stålmannen, men har även andra förmågor som kommit och gått genom åren.
Bland hennes vapen finns den gyllene lasson ("The Lasso of Truth"), som tvingar den som binds med det att lyda och tala sanning. Den är i princip oförstörbar. Kring handlederna bär hon silverarmband som används för att slå undan till exempel pistolkulor. För amasonerna är armbanden en påminnelse om deras förflutna, att de aldrig mer ska förtryckas av män. Wonder Womans tiara är även ett sylvasst kastvapen.
Som transport har alla inkarnationer av Wonder Woman haft ett osynligt flygplan.

## Figurgalleri

### Vänner
- Drottning Hippolyta, mor och drottning över amasonerna
- Phillipus, general för amasonernas armé
- Artemis, amason från stammen Bhana-Mighdall och Dianas fostersyster
- Steve Trevor, flygare (i seriens barndom också Dianas pojkvän)
- Etta Candy, vän och kollega, Steve Trevors assistent
- Wonder Girl I/Troia/Donna Troy, lillasyster och medhjälpare
- Wonder Girl II (Cassie Sandsmark), medhjälpare
- Nemesis (Tom Tresser), ex-pojkvän och kollega
- Superman (Kal-El), nära vän och tidigare kärleksintresse
- Aquaman (Arthur Curry), nära vän, eventuellt tidigare kärleksintresse
- Batman (Bruce Wayne), nära vän och tidigare kärleksintresse (Justice League, Justice League Unlimited)
- Black Canary II (Dinah Lance), nära vän och superhjältekollega
- Julia Kapitelis, lärare och Dianas mentor när hon först kom till "patriarkatets värld"
- De grekiska gudarna (till exempel Zeus, Hera, Athena, Artemis, Afrodite, Hades)

### Fiender
- Dr. Psycho, sadistisk telepat
- Circe, trollpacka från grekiska myter
- Cheetah, gepardkvinna
- Giganta, kvinnlig forskare som kan växa i storlek
- Ares/Mars, grekisk krigsgud som ogillar fredsbudskap
- Morgaine Le Fay, trollpackan från historierna om riddarna kring runda bordet (Camelot)
- Dr. Cyber, kvinnlig cyborg
- Silver Swan, vacker kvinna med superskrik
- Herkules/Herakles, grekisk halvgud som har ett horn i sidan till amasonerna
- Angle Man, superskurk med ett märkligt vinkelvapen

## Svensk publicering
Soloäventyr med "Wonder Woman" har publicerats i svenska serietidningen Gigant under 1970- och 80-talen, då under titeln "Mirakelkvinnan". (Vid något tillfälle också under namnet "Mirakelflickan", vilket torde vara ett misstag då Mirakelflickan är det namn som främst använts på Wonder Womans skyddsling Donna Troy i Sverige.) Gigant nr 6/1982 var ett specialnummer tillägnat enbart Mirakelkvinnan.
Wonder Woman har även dykt upp i andra serier publicerade i Sverige. Hon var en fast figur i serien "Lagens Väktare" som publicerades i tidningarna Stålmannen och Gigant under 1960-, 70- och 80-talen. 2001 gjorde serien en kortvarig svensk comeback under originaltiteln "Justice League of America" i den svenska tidningen med samma namn. Här behöll även Wonder Woman sitt originalnamn.
Wonder Woman/Mirakelkvinnan har dessutom gästspelat i serier som "Stålmannen" och "Tonårsgänget", publicerade på svenska i tidningarna Stålmannen, Gigant, Supermagasinet och Serietidningen (II) på 1970- och 80-talen. I "Stålmannens julalbum" 1987 mötte hon inte enbart Stålmannen, utan även Marvels figurer Spindelmannen, Hulken och Doktor Doom.
I vissa avsnitt av den animerade tv-serien "Super Friends" som sänts på svenska har hon (felaktigt) kallats för Superkvinnan. I den svenska översättningen av den animerade tv-serien "Justice League" behöll hon originalnamnet Wonder Woman.

## Wonder Woman i andra medier
1967 gjorde personerna bakom den populära TV-serien "Batman" en fyra minuters kortfilm betitlad "Wonder Woman: Who's Afraid of Diana Prince?", i hopp om att den skulle kunna övertyga TV-bolagen om att satsa på figuren som sitcom. Det gjorde de inte. Wonder Woman spelades av Linda Harrison (bäst känd som Nova i Apornas planet).
1974 gjordes ett pilotavsnitt för TV med Cathy Lee Crosby ("Murphy Brown") i huvudrollen. Utstyrseln och storyn följde i spåren av seriens utveckling med en Diana i närmast civila kläder.
1976–79 spelade Lynda Carter huvudrollen i TV-serien "Wonder Woman".
2009 kom en tecknad långfilm direkt på köpfilm med Rosario Dawson i huvudrollen. Wonder Woman har utöver detta förekommit i tecknad form i bland annat den animerade TV-serien "Justice League".
2011 gjordes det ett försök till en ny TV-serie, med David E. Kelley vid rodret. Ett pilotavsnitt spelades in, men alla kanaler tackade nej till serien.
Skådespelerskan Gal Gadot spelade rollen som Wonder Woman i filmen Batman v Superman: Dawn of Justice som utspelar sig i det gemensamma filmuniversumet DC Extended Universe. Filmen hade premiär i mars 2016. 2017 hade filmen Wonder Woman premiär, där Gal Gadot återigen spelade Wonder Woman.
2019 kom en tecknad långfilm, Wonder Woman: Bloodlines med Rosario Dawson återigen som Wonder Woman.

## Hyllningar och parodier
- Glory av Rob Liefeld
- The Lady från "The Pro" av Garth Ennis och Jimmy Palmiotti, Image Comics
- Moon Mistress från Rick Veitchs "Bratpack"
- Power Princess från "Squadron Supreme", Marvel Comics
- Princess Power från "Inferior Five", DC Comics
- Promethea av Alan Moore och J.H. Williams III, America's Best Comics
- Queen Maeve från "The Boys" av Garth Ennis och Darick Robertson
- Sun Woman från "Top 10" av Alan Moore och Gene Ha, America's Best Comics
- Venus från "Big Bang Comics", Caliber Comics